# تاحفورت (بني عشوش)
تاحفورت هو دُوَّار يقع بجماعة مغراوة، إقليم تازة، جهة فاس مكناس في المملكة المغربية. ينتمي الدوّار لمشيخة بني عشوش التي تضم 17 دوار. يقدر عدد سكانه بـ 111 نسمة حسب الإحصاء الرسمي للسكان والسكنى لسنة 2004.
تُجَاوِرُ «تاحفورت» شمالاً قريةُ «تْمُورْغُوتْ» على بعد 5 كلم، وتحدها جنوباً بحيرة «تَامْدَا» وقرية «تَامْطْرُوشْتْ» عند السفوح الشمالية لجبل «بويبلان».

## روابط خارجية
- البوابة الوطنية للجماعات الترابية نسخة محفوظة 12 مارس 2018 على موقع واي باك مشين.
- المندوبية السامية للتخطيط